# Argentinska ženska rukometna reprezentacija
Argentinska ženska rukometna reprezentacija predstavlja državu Argentinu u međunarodnom ženskom rukometu. Najveći uspjeh joj je izboren nastup na Olimpijskim igrama u Rio de Janeiru 2016. godine.

## Nastupi na velikim natjecanjima

### Olimpijske igre
- 2016.:

### Svjetska prvenstva
- 1999.: 24. mjesto
- 2003.: 22. mjesto
- 2005.: 20. mjesto
- 2007.: 20. mjesto
- 2009.: 19. mjesto
- 2011.: 23. mjesto
- 2013.: 19. mjesto
- 2015.: 18. mjesto

### Panameričke igre
- 1987.: 5. mjesto
- 1995.: 5. mjesto
- 1999.: 6. mjesto
- 2003.:  srebro
- 2007.:  bronca
- 2011.:  srebro
- 2015.:  srebro

### Panamerička prvenstva
- 1986.: 4. mjesto
- 1991.: 4. mjesto
- 1997.: 4. mjesto
- 1999.:  bronca
- 2000.: 4. mjesto
- 2003.:  srebro
- 2005.:  srebro
- 2007.:  srebro
- 2009.:  zlato
- 2011.:  srebro
- 2013.:  srebro
- 2015.:  bronca

### Južnoameričke igre
- 2002.:  srebro
- 2006.:  zlato
- 2010.:  zlato
- 2014.:  srebro